# کونکو (ویچنزا)
کونکو (به ایتالیایی: Conco) یک کومونه در ایتالیا است که در استان ویچنزا واقع شده‌است.

## خصوصیات
کونکو ۲۷ کیلومترمربع مساحت و ۲٬۲۰۰ نفر جمعیت دارد و ۸۳۰ متر بالاتر از سطح دریا واقع شده‌است.